# Cratere Freire
Freire è un cratere sulla superficie di Mercurio.
Il nome, adottato dall'Unione Astronomica Internazionale il 14 novembre 2024, onora la pittrice uruguaiana Maria Freire.